# 马里奥·拉瓦尼安
马里奥·拉瓦尼安（義大利語：Mario Ravagnan，1930年12月18日—2006年12月13日），意大利击剑运动员。他曾代表意大利参加1956年、1960年和1964年夏季奥林匹克运动会击剑比赛，共收获一枚银牌和一枚铜牌。